# スーパーマリン S.5
スーパーマリン S.5（Supermarine S.5）は1920年代の水上機である。シュナイダー・トロフィー・レースに参加するために、レジナルド・ミッチェルが設計し、スーパーマリンで製作された。 1927年のシュナイダー・トロフィー・レースで優勝した。

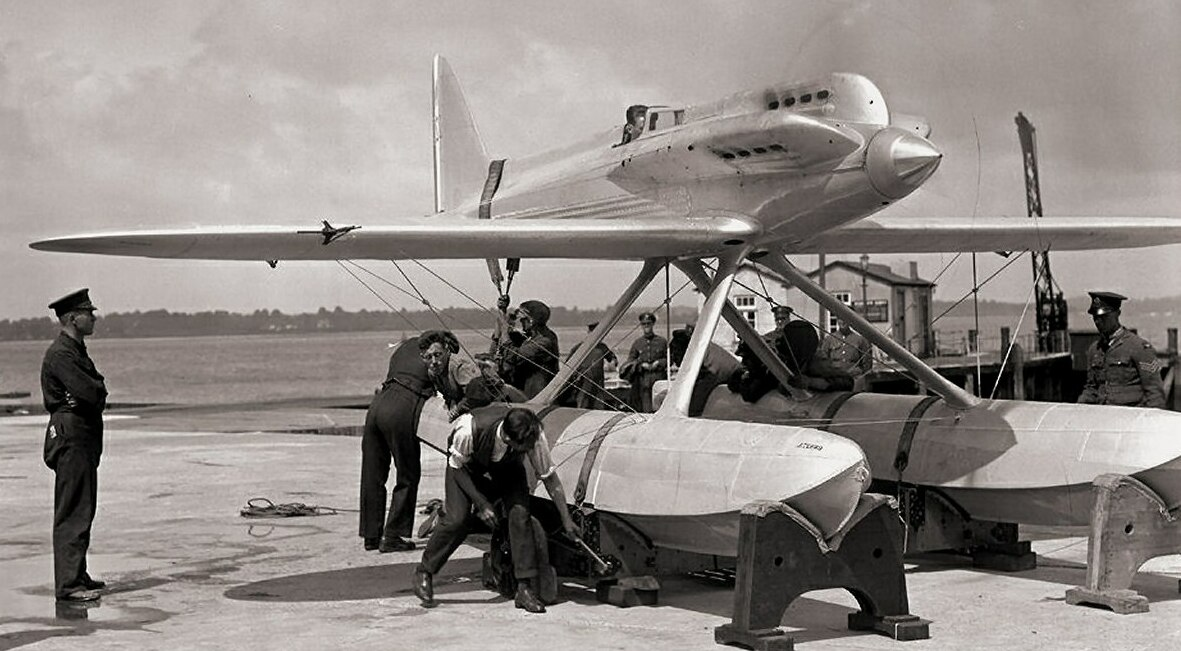

1925年のレースの前に事故を起こした全木製のS.4に続いて、ミッチェルは金属構造の単葉競技機を設計した。胴体はセミモノコック構造で、エンジンカウルなどにジュラルミンが使用された。張線で支持された低翼は、木製であった。主翼表面に表面冷却のラジエーターがとりつけられた。3機が製作され、1機は900HPのネィピア・ライオン VIIAエンジンが搭載され、残りの2機には850HPのネィピア・ライオン VIIAエンジンが搭載された。1927年6月7日に最初の機体が初飛行し、ベニスで開催された1927年9月26日のシュナイダー・トロフィー・レースでは、S.N.ウェブスターの操縦する機体（シリアルナンバーN220）が、453.28km/hの記録で優勝し、もう1機も2位に入賞した。
1928年3月12日、シリアルナンバーN221は世界記録に挑戦した時に墜落し、パイロットのサミュエル・キンキードが死亡した。
ミッチェルはこの後、ネィピア・エンジンの性能の限界から、ロールス・ロイス・エンジンを搭載するスーパーマリン S.6シリーズを設計するが、1929年のシュナイダー・トロフィー・レースにも2機のS.6とともに、ダーシー・クレイグの操縦するS.5が出場し、スーパーマリン S.6、マッキ M.52に続いて、454.20km/hの記録で3位に入賞した。

## 要目
- 乗員: 1名
- 全長: 7.32 m
- 全巾; 8.15 m
- 全高: 3.38 m
- 翼面積：10.7  m²
- 空虚重量: 1,215 kg
- 全備重量: 1,470 kg
- エンジン: 1x  Napier Lion VIIA
- 出力 900HP
- 最大速度: 514.3 km/h